# Меклетинский заказник
Меклетинский заказник — государственный природный заказник федерального значения. Создан 12 января 1988 года приказом Главохоты РСФСР № 12.

## География
Заказник расположен в восточной части Прикаспийской низменности на территории Черноземельского района Республики Калмыкии.
Рельеф заказника представляет слабоволнистую равнину, которая имеет слабый уклон на восток и приподнята над уровнем Каспийского моря примерно на 20 м. В замкнутых понижениях расположены обсыхающие солёные озёра — «саги», из которых наиболее крупное — озеро Колтан-Нур. В северной и северо-восточной частях заказника расположены значительные массивы перевеваемых песков.
Основным рельефообразующим фактором является ветровая эрозия.

## Климат
Климат засушливый, годовое количество осадков составляет около 300 мм. Максимальная температура воздуха в июле достигает +42 °C, минимальная — в январе −33 °C. Преобладают ветры восточных и западных направлений. Высота снежного покрова на территории заказника местами достигает 30-35 см.

## Почвы
Почвы на территории заказника бурые полупустынные разной степени солонцеватости. Гумусовый горизонт имеет мощность 10-15 см. Широко представлен интразональный тип почв — солонцы, приуроченные к замкнутым понижениям рельефа.

## Цели создания и основные задачи
Меклетинский заказник был создан в связи с проектированием строительства канала Волга — Чограй, зона которого должна была подвергнуться интенсивной антропогенной трансформации в целях сохранения уникальной европейской популяции сайгака, а также животных, занесенных в Красную книгу РСФСР.
Основными задачами заказника являются:
1. сохранение, восстановление и воспроизводство объектов животного мира и поддержание экологического баланса;
2. сохранение среды обитания и путей миграции объектов животного мира;
3. проведение научных исследований;
4. осуществление экологического мониторинга;
5. экологическое просвещение.

## Растительный и животный мир
Основной тип растительности — полынно-дерновиннозлаковые степи. В них преобладают два типа сообществ: многолетние ксерофитные злаки (ковыль, овсяница, тонконог, житняк) и полукустарники (полыни, ромашник, эфедра). Лесной фонд представлен кустарниками, окаймляющими берега пересыхающих озёр и высаженными для закрепления песков (джузкузган, тамарикс и др.).
Заказник служит местом рождения молодняка сайгаков, гнездования редких видов птиц — журавля-красавки, авдотки, степного орла, курганника. Через территорию проходят пути массового пролёта дрофы и стрепета. В летний период отмечены кочующие за стадами сайгаков редкие виды птиц — гриф, белоголовый сип, беркут.

## Негативный факторы
Повышенный фактор беспокойства создают проходящие через территорию заказника шоссе Яшкуль — Комсомольский — Артезиан, также грунтовых дорог. Негативными факторами также являются выпас скота, нахождение в степи вместе с отарами людей и собак, стоянки чабанов и браконьерство.